# QueenAdreena
QueenAdreena — британская альтернативная рок-группа из Лондона. Была основана в 1999 году певицей Кэти Джейн Гарсайд и гитаристом Криспином Греем. Оба до этого в начале 90-х годов играли в альтернативной группе Daisy Chainsaw.
Группа QueenAdreena выпустила четыре альбома и прекратила существование в 2010 году. Кэти Джейн основала сольный проект под названием Ruby Throat.

## История группы

### 1999—2001: Формирование состава, первый альбом
Группа Queen Adreena была образована в 1999 году певицей Кэти Джейн Гарсайд и гитаристом Криспином Греем. Ранее они оба уже работали вместе. В 1989 году ими была организована альтернативная рок-группа Daisy Chainsaw. Кэти Джейн покинула эту группу в 1993 году и удалилась в Озёрный край, где жила в затворничестве. Группа Daisy Chainsaw просуществовала ещё несколько лет и распалась в 1995 году. В 1998 году Кэти Джейн вернулась в Лондон и поселилась в Белсайз-парке, где также жил и Криспин Грей. Они снова воссоединились, чтобы создать уже новую группу. К ним присоединились барабанщик Билли Фридом и басист Орсон Ваджи.
Музыканты выпустили свой первый альбом Taxidermy осенью 2000 года на лейбле Blanco y Negro Records. Большинство песен было написано совместно Кэти Джейн и Криспином. Хотя, например, песню «X-ing Off the Days» написал Криспин Грей в одиночку и она также выходила синглом. Музыкальный журнал New Musical Express в своей рецензии положительно отозвался о дебютном альбоме группы.
Queen Adreena выступала вместе с Nine Inch Nails во время их тура. В 2000 году принимала участие в фестивалях в Рединге и Лидсе и выпустила несколько синглов: кавер-версию песни «Jolene» Долли Партон и народную песню «Pretty Polly». В это время немного было изменено название группы с Queen Adreena на QueenAdreena.

### 2002—2006: Смена лейбла
Билли Фридом был заменён в 2002 году на барабанщика Пита Говарда, бывшего участника The Clash. Группа подписала контракт с Rough Trade Records на выпуск второго альбома Drink Me, который был выпущен в 2002 году. С альбома вышел такой сингл как «Pretty Like Drugs», который привлёк к группе внимание рок-прессы. Альбом был хорошо принят, например в Drowned in Sound его оценили в 7 из 10.
Rough Trade Records разорвали контракт сразу после выхода Drink Me. Орсон Ваджи покинул группу, когда QueenAdreena начала совместный тур с группой Garbage. Джени Джарвис, бывший участник группы Radiator, присоединился к QueenAdreena, как временный басист для тура. Позже к группе присоединился басист Ричард Адамс, игравший ранее ещё в Daisy Chainsaw. В 2003 году группа принимала участие в фестивале Download.
Группа подписала контракт с One Little Indian Records и в 2004 году выпустила свой третий альбом The Butcher and the Butterfly. На записи на басу играла Мелани Гарсайд, сестра Кэти Джейн. Позже она была заменена на Пола Джексона. 22 марта 2005 года группа записала концертный альбом в Институте современного искусства в Лондоне. Альбом был выпущен в сентябре под названием Live at the ICA.

### 2007—2010: Последний альбом и распад
В 2007 году QueenAdreena выпустили альбом Ride a Cock Horse. Альбом представляет собой сборник ранних демо. Новым бас-гитаристом стал Номи Леонард. Во второй половине 2008 года барабанщик Пит Говард был заменён на Стивена Гилкриста.
8 октября 2008 года группа выпустила свой четвёртый студийный альбом Djin. Первоначально альбом вышел только в Японии на Imperial Records. В сентябре 2009 года альбом был выпущен и в Соединённом Королевстве. Djin никак не продвигался группой, деятельность которой к тому времени была фактически приостановлена. По звучанию новая работа не была похожа на предыдущие альбомы, здесь уже чувствовалось сильное влияние блюз-рока.

## Дискография
- 2000 — Taxidermy
- 2002 — Drink Me
- 2005 — The Butcher and the Butterfly
- 2005 — Live at the ICA (концертный альбом)
- 2007 — Ride a Cock Horse (сборник)
- 2008 — Djin

## Состав
- Кэти Джейн Гарсайд — вокал (1999—2009)
- Криспин Грей — гитара (1999—2009)
- Пит Говард — барабаны (2002—2008)
- Номи Леонард — бас-гитара (2006—2009)

### Бывшие участники
- Билли Фридом — барабаны (1999—2002)
- Орсон Ваджи — бас-гитара (1999—2002)
- Джени Джарвис — бас-гитара (2002)
- Ричард Адамс — бас-гитара (2002—2003)
- Дом Боуфорд — бас-гитара (2003)
- Майкл Вакалис — бас-гитара (2003)
- Мелани Гарсайд — бас-гитара (2003—2005)
- Пол Джексон — бас-гитара (2005—2006)
- Бэмби — барабаны (2008—2009)